# Adam Wehnert
Adam Wehnert (* 24. Mai 1890 in Au in der Hallertau; † 28. April 1945 in Altötting) war ein deutscher römisch-katholischer Buchhändler und Märtyrer.

## Leben
Adam Wehnert war zusammen mit Monsignore Adalbert Vogl, Josef Bruckmayer, Josef Kehrer, Ludwig Schön, Hans Riehl, Josef Stegmair, Max Storfinger und Martin Seidel Ende April 1945 Opfer der zu den Endphaseverbrechen zählenden Bürgermorde von Altötting. Im Moment des Heranrückens der US-Truppen hatten sie versucht, ihre Heimatstadt von der NS-Herrschaft zu befreien, um damit eine Zerstörung zu verhindern.
Seidel, Bruckmayer, Wehnert, Vogl und Riehl wurden von SS-Leuten um etwa 15:30 Uhr im Hof des damaligen Landratsamtes in Altötting erschossen.

## Gedenken
Die deutsche Römisch-katholische Kirche hat Adam Wehnert als Märtyrer aus der Zeit des Nationalsozialismus in das deutsche Martyrologium des 20. Jahrhunderts aufgenommen.